# Lovecká sezóna (dokumentární film)
Lovecká sezóna je český televizní dokumentární film Richarda Komárka z roku 2011.
Dokument staví vedle sebe výpovědi různých mužů-lovců a záběry z jejich lovů. Figurují tu myslivci a preparátoři zvěře, policejní ostřelovači, lovec myšlenek Stanislav Komárek zachycený při procházce po Botanické zahradě Přírodovědecké fakulty Univerzity Karlovy, paparazzi a lovci žen – na jedné straně účastníci kurzu svádění, na straně druhé dva pornoherci (jeden z nich je Martin Hlavács hovořící mj. o své svatbě s Tarrou White).

## Recenze
- Tereza Spáčilová, iDNES.cz, 20. července 2011